# Allmänningens dilemma

Bilköer är ett exempel på att en offentlig resurs överanvänds. Alla väljer bilen för att förkorta sin egen restid, men ändå blir restiden längre än om resenärerna hade åkt buss i stället.

Allmänningens dilemma eller allmänningarnas tragedi (engelska: tragedy of the commons) är ett uttryck som har med situationer att göra där ett antal personer skall samarbeta, men där det handlingssätt som är bäst ur ett individuellt perspektiv är dåligt ur det gemensamma perspektivet. Uttrycket härstammar från en engelsk bok från 1833, och användes i debatten efter en uppmärksammad artikel av biologiprofessorn Garrett Hardin i Science 1968. Det exempel Hardin använde för att illustrera problemet var den situation som uppkommer då ett antal boskapsägare gemensamt nyttjar ett visst betesområde.

## Exempel
- Ett antal bönder i ett område äger åkrar. Dessutom finns en allmänning, en åker som ägs gemensamt. Varje bonde brukar de egna åkrarna, men ingen brukar den gemensamma åkern, för var och en får ut för lite av sina arbetstimmar.

- I ett havsområde fiskar ett antal yrkesfiskare. De fiskar för mycket och fångsterna minskar. Varje fiskare fiskar då fler timmar för att behålla sin inkomst, vilket leder till att fisken tar slut ännu snabbare.

Man kan dela upp dessa situationer i två kategorier:
- Gemensamma resurser, till exempel naturtillgångar, som kan överutnyttjas om de kan utnyttjas gratis.
- Insatser för det gemensamma, där var och en måste ställa upp med arbete eller bidrag för att det gemensamma skall fungera.

Sådana problem har varit grundläggande under mänsklighetens hela historia. Men de är ännu mer betydelsefulla i modern tid på grund av folkökningen och den större resursförbrukningen, vilka har medfört att gemensamma resurser som naturtillgångar har överutnyttjats och miljön har överbelastats.

## Förslag på lösningar
Som lösning på dessa problem har bland annat förekommit:
- Privat ägande: dela ut det allmänna i bitar till var och en.[2]
- Statlig styrning: statsmakten stiftar lagar om vad man får göra och vad man måste göra, som tar hänsyn till gemensamma intressen.
- Skatter: eftersom folk inte frivilligt vill göra allt som behöver göras i samhället, tar samhället ut skatter och anställer personer som gör sådant jobb.
- Allmänningen drivs som en samfällighet eller ekonomisk förening med en egen styrelse. Styrelsen utses enligt stadgarna av delägarna eller av medlemmarna.

Ett alternativ till dikotomin stat-marknad har framförts av Elinor Ostrom, som fick Sveriges Riksbanks ekonomipris till Alfred Nobels minne 2009 för sin forskning. Hon har i en serie verk (främst Governing the Commons, 1990) visat att faktiskt existerande allmänningar bäst förvaltas genom regler som sätts upp av brukarna själva, och som understöds av sanktionsmöjligheter för dem som bryter mot dessa regler. Denna lösning förutsätter dock ett visst mått av intressegemenskap mellan brukarna, samt möjligheter att kommunicera med varandra för att komma fram till optimala lösningar. Det finns exempel på allmäningar och ekonomiska föreningar som förvaltar stora tillgångar.